# Bishōnen
Bishōnen (美少年), podendo também ser escrito como bishounen, é um termo japonês que significa, literalmente, "belo jovem (garoto)".

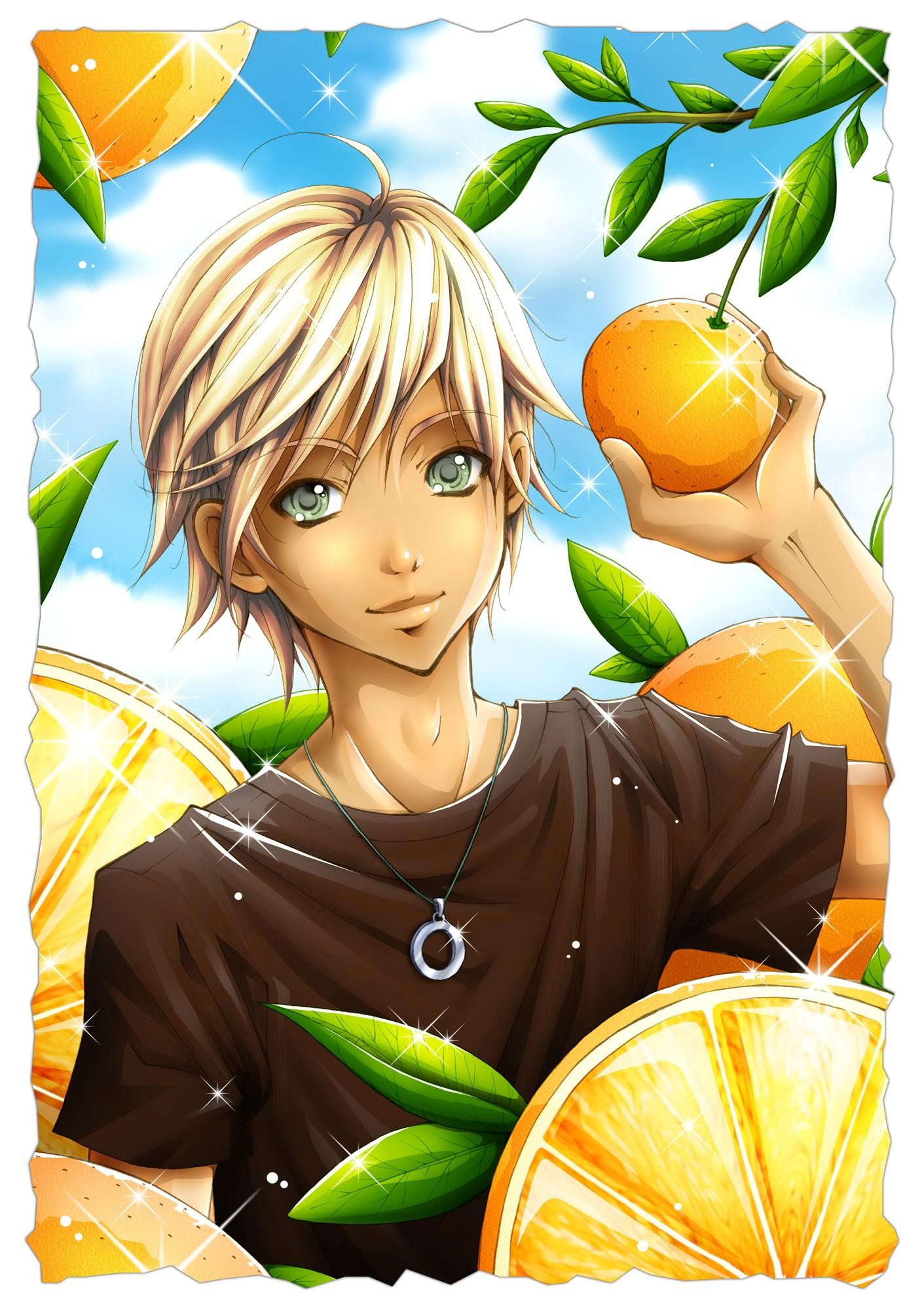
Arte bishōnen.

O termo descreve uma estética que pode ser encontrada em áreas desiguais da Ásia: um jovem homem cuja beleza (e poder de atração sexual) transcende os seus limites de gênero e orientação sexual. Ele sempre demonstrou ser a manifestação mais forte da cultura pop japonesa, se sobressaindo em popularidade graças às bandas de glam rock da década de 1970, embora também tenha raízes na antiga literatura japonesa, nos ideais homossociais e homoeróticos das cortes e dos intelectuais da China Imperial, e nos conceitos estéticos indianos que foram passados do hinduísmo, importados pelo budismo à China.
Hoje, o conceito de bishōnen é muito popular entre garotas e mulheres no Japão. Motivos para este fenômeno social podem incluir as relações únicas, masculinas e femininas, encontradas dentro do gênero. Alguns teorizam que o bishōnen providencie um método não tradicional de relações entre gêneros. Além disso, ele destrói os estereótipos dos personagens masculinos afeminados. Esses personagens são usualmente retratados com incríveis habilidades em artes marciais, talentos em esportes, grande nível de inteligência, um teor para comédia, e outras características que são normalmente dadas ao herói/protagonista.

## Origem
O prefixo bi (美) mais do que nunca se refere à beleza feminina, e bijin, literalmente "pessoa bela", é normalmente, mas nem sempre, usado para se referir a mulheres belas. Não devemos confundir biseinen com bishōnen, já que seinen é usado para descrever homens de idade, incluindo aqueles que já entraram ou concluíram a educação terciária. O termo shōnen é usado para se referir a garotos de idade colegial. E por último, bishota pode ser usado para se referir a crianças masculinas belas que não alcançaram o período da puberdade, ou para um homem belo que se pareça com uma criança. Fora do Japão, bishōnen é o mais conhecido entre os três termos, e se tornou um termo genérico para todos os garotos e homens belos.
O bishōnen é tipicamente esbelto, com pele clara, cabelo estiloso, e elementos faciais afeminados (como maçãs do rosto elevadas), enquanto que, simultaneamente, mantém o corpo masculino. Essa aparência andrógina é similar à representação dos anjos na arte renascentista Ocidental, com raízes sociais similares para esta estética.

## Uso
Não nipônicos, especialmente os fãs de anime e mangá norte-americanos, é um personagem modelo, masculino, não importando a idade, ou a qualquer personagem homossexual. Os japoneses, porém, usam o termo apenas para se referir a garotos abaixo dos 18 anos de idade. Ao invés de bishōnen, alguns fãs preferem usar o termo bishie (também pronunciado como bishi) ou bijin, que é ligeiramente mais neutro sexualmente, mas esses termos permanecem sendo menos comuns. O termo binanshi foi popular na década de 1980. Bishōnen é ocasionalmente usado para descrever personagens femininas andróginas, como os atores de Takarazuka, Lady Oscar em The Rose of Versailles, ou qualquer mulher com traços estereotípicos de um bishōnen.
Bishōnen também é usado para descrever um personagem de anime ou mangá que é desenhado como uma mulher, mas com componentes masculinos, o que facilita que o artista crie um homem afeminado, ao invés de ter de desenhar um personagem masculino regularmente.